# 葉山いくみ
葉山 いくみ（はやま いくみ、1984年11月17日 - ）は、日本の女性声優、タレント。東京都出身。クレアボイス所属。旧名：藤原 郁美（ふじわら いくみ）。

## 略歴
小学校時代に『美少女戦士セーラームーン』が流行しており、友人から「セーラームーンは声優さんが演じている」と聞いて、「セーラームーンになりたかったら声優になるしかない」と考えるようになった。
中学時代は演劇部に入部しようとするも、2年前に廃部になっており、「声優になるにはスポーツで体を鍛えておくほうがいいかも」と思い、友人に誘われてテニス部に所属していた。
高校時代は女子高で演劇部に所属して男の子役なども経験。アルバイトでお金を貯めて、大学在学中に声優養成所に通うと考えていたところ『コゼットの肖像』の声優一般オーディションを知り、応募し、準グランプリを獲得して、OVA『コゼットの肖像』の鏃みちる役でデビュー。
デビュー当時は声優として活動した後、アニメ作品の中で好きだったスタジオジブリの作品に出演したいような夢を持っており、周囲から「ジブリ作品に出演したいのなら、声優の仕事を専門にするより、もっと幅広くタレント活動をしていたほうがいいのでは」というアドバイスを受けてタレントへ転身し、「やはり声優のお仕事を中心に活動していきたい」と考えて再び声優に転身。ビーフェイスクリエイティブ、大沢事務所研究生（2008年4月より）を経て、2008年12月よりビーボに所属。
2014年3月29日に一般人と結婚したことを自身のブログで報告したが、2022年12月30日に離婚したことを発表。
2015年1月5日、所属事務所のビーボを2014年12月末に退社し、2015年1月からフリーで活動していくことをブログで発表した。2015年4月1日、クレアボイス所属となったことをブログにて発表した。

## 人物
趣味はテニス、男の子の声を出す、映画鑑賞（週3本ペース）、歌唱。特技はピアノ、子守、絵画（デッサン等）、水泳。
資格として英語検定準2級、漢字検定2級、硬筆書写技能検定3級、教員免許（国語：高校）を取得している。また、コルネットやトランペットといった金管楽器が演奏可能で、楽譜を読むこともできる。

## 出演
太字はメインキャラクター。

### テレビアニメ
2008年
- 乃木坂春香の秘密（女子A）

2009年
- うみねこのなく頃に（生徒）
- GA 芸術科アートデザインクラス（女子生徒〈三井祐子〉、教師）
- 宙のまにまに（吉成、女子、女子生徒、磯山百合子）
- タユタマ -Kiss on my Deity-（女子生徒）
- ファイト一発!充電ちゃん!!（漏電ちゃんB）
- FAIRY TAIL（2009年 - 2024年、ラキ・オリエッタ、ダーシー、レビィ・マグガーデン〈代役〉） - 3シリーズ
- WHITE ALBUM（少女1）
- 夢色パティシエール（司会者、女性客）

2010年
- おおかみかくし（厳島加奈子）
- 海月姫（ウェイトレス）
- 屍鬼（汐見雪）
- 世紀末オカルト学院（ウェイトレス）
- デュラララ!!（亜梨沙）
- みつどもえ（2010年 - 2011年、松岡咲子、深谷、女児A、保母） - 2シリーズ

2011年
- お兄ちゃんのことなんかぜんぜん好きじゃないんだからねっ!!（メイド）
- 神様のメモ帳（美嘉、女の子）
- STEINS;GATE（メイド）
- 世界一初恋（女子社員）
- HIGH SCORE（立花香織、女子生徒）
- ポケットモンスター ベストウイッシュ（2011年 - 2012年、カベルネ、アキヒロのチラチーノ） - 2シリーズ
- ほんとにあった!霊媒先生（美幌素子、サガン、リリアン、女子A、ニュースキャスター、従業員）

2012年
- ガールズ&パンツァー（ねこにゃー〈猫田〉）
- クイーンズブレイド リベリオン（シスターC）
- さくら荘のペットな彼女（研究生B）
- 灼眼のシャナIII-FINAL-（“破暁の先駆”ウートレンニャヤ / “夕暮の後塵”ヴェチェールニャヤ）
- 好きっていいなよ。（女子生徒）
- 戦国コレクション（紀子）
- TARI TARI（榊美佳）
- ダンボール戦機 シリーズ（2012年 - 2013年、プリティレイナ、沖田ヒナコ） - 2シリーズ
- トータル・イクリプス（トーニャ・ウペンスコナ）
- となりの怪物くん（ヤヨイ）
- モーレツ宇宙海賊（副委員長）
- リトルバスターズ!（女子生徒A）

2013年
- AKB0048 next stage（咲夜、ディーラー、研究生B）
- 俺の脳内選択肢が、学園ラブコメを全力で邪魔している（奏〈カナリン〉）
- ガラスの仮面ですがZ（麻生舞、サリバン、水城冴子）
- 幻影ヲ駆ケル太陽（保育士、女）
- げんしけん 二代目（笹原恵子）
- 琴浦さん（女子生徒、女性職員、友人C、看護士A）
- ジュエルペット ハッピネス（近衛ねね、女の子）
- ジョジョの奇妙な冒険（アナウンス）
- 進撃の巨人（2013年 - 2021年、アンカ・ラインベルガー） - 5シリーズ
- 翠星のガルガンティア（パイロット）
- ストライク・ザ・ブラッド（煌坂紗矢華）
- 超次元ゲイム ネプテューヌ THE ANIMATION（教会職員）
- とある科学の超電磁砲S（布束砥信）
- 凪のあすから（保健体育の先生、タレント、清木憂）
- ハイスクールD×D NEW（魔術師）
- 幕末義人伝 浪漫（おつう、おゆき）
- 変態王子と笑わない猫。（女子生徒A）
- ふたりはミルキィホームズ（ラ・ルナール）
- みなみけ ただいま（女子生徒）
- ゆゆ式（保健の先生）
- 夜桜四重奏 〜ハナノウタ〜（沢木）
- ログ・ホライズン（2013年 - 2021年、エリッサ） - 3シリーズ

2014年
- M3〜ソノ黒キ鋼〜（女子生徒A）
- selector infected WIXOSS（女子生徒）
- ウィザード・バリスターズ 弁魔士セシル（ダイアナ）
- ウィッチクラフトワークス（昏峰あとり）
- クロスアンジュ 天使と竜の輪舞（放送実況、女教師、銀行スタッフ、医療スタッフ、ノーマ、カナメ 他）
- ご注文はうさぎですか?（女性客A）
- 最近、妹のようすがちょっとおかしいんだが。（友だち）
- ジョジョの奇妙な冒険 スターダストクルセイダース（女生徒A）
- 白銀の意思 アルジェヴォルン（テライ・アキノ）
- 僕らはみんな河合荘（友人B）
- 龍ヶ嬢七々々の埋蔵金（極牛店長）

2015年
- 青春×機関銃（体育教師）
- がっこうぐらし!（神山昭子）
- GATE 自衛隊 彼の地にて、斯く戦えり（ハミルトン・ウノ・ロー）
- SHIROBAKO（安藤つばき、アイドル大人）
- VALKYRIE DRIVE -MERMAID-（弓堂彪子）
- ハロー!!きんいろモザイク（穂乃花の母）

2016年
- アルスラーン戦記 風塵乱舞（女官）
- おしえて! ギャル子ちゃん（クセ太ママ）
- 競女!!!!!!!!（鳳凰院早苗）
- 少女たちは荒野を目指す（女子部員、男児B）
- Dimension W（加藤清海）
- ねじ巻き精霊戦記 天鏡のアルデラミン（カンナ・テマリ）
- ブブキ・ブランキ（ファラー・ウムラウフ）
- フリップフラッパーズ（担任の先生）
- ヘヴィーオブジェクト（シキブ）

2017年
- 南鎌倉高校女子自転車部（東浩子）
- アイドル事変（リポーター）
- sin 七つの大罪（冒険者たち）
- 妖怪アパートの幽雅な日常（クリの母、垣内由衣、白美音女子A）
- クジラの子らは砂上に歌う（シノノ）
- タイムボカン 逆襲の三悪人（生徒1）
- 食戟のソーマ 餐ノ皿（女性客）
- アイドルマスター SideM（桜庭の姉）

2018年
- citrus（丸田加代）
- Lostorage conflated WIXOSS（女子）
- ラストピリオド -終わりなき螺旋の物語-（ブルー）
- ちおちゃんの通学路（真奈菜のクラスのイケてる女子、女子）

2019年
- ダンジョンに出会いを求めるのは間違っているだろうか シリーズ（2019年 - 2025年、ナァーザ・エリスイス） - 5シリーズ

2021年
- WIXOSS DIVA(A)LIVE（サバちん）
- 魔法科高校の優等生（女子生徒）

2022年
- 天才王子の赤字国家再生術（近侍）
- 金装のヴェルメイユ〜崖っぷち魔術師は最強の厄災と魔法世界を突き進む〜（ヘリオドール）

2023年
- 人間不信の冒険者たちが世界を救うようです（レッド）
- 実は俺、最強でした?（母、従者）
- ゴブリンスレイヤーII（女戦士）

2025年
- スライム倒して300年、知らないうちにレベルMAXになってました ～そのに～（フラットルテ母）

### 劇場アニメ
2010年代
- キズナ一撃（2011年、真坂ハルカ）
- 劇場版 あの日見た花の名前を僕達はまだ知らない。（2013年、女性担任）
- ガラスの仮面ですが THE MOVIE 女スパイの恋! 紫のバラは危険な香り!?（2013年、紅天女ロボ）
- ガールズ&パンツァー 劇場版（2015年、ねこにゃー、寺本）
- 心が叫びたがってるんだ。（2015年、小田桐）
- 劇場版 ダンジョンに出会いを求めるのは間違っているだろうか -オリオンの矢-（2019年、ナァーザ・エリスイス）

2020年代
- 劇場版 SHIROBAKO（2020年、安藤つばき、柗亭女将、オーディション声優A、なめろうの男の子A）

### OVA
2000年代
- コゼットの肖像（2004年、鏃みちる） - 藤原郁美名義

2010年代
- FAIRY TAIL 〜ようこそ フェアリーヒルズ!!〜（2011年、ラキ・オリエッタ）
- ガールズ&パンツァー これが本当のアンツィオ戦です!（2014年、ねこにゃー）
- 第三飛行少女隊（2015年、ヴァロワ指令） - 『SHIROBAKO』BD・DVD7巻特典OVA
- ストライク・ザ・ブラッド（2015年 - 2022年、煌坂紗矢華） - 5シリーズ + スペシャルOVA
- おしえて! ギャル子ちゃん（2017年、クセ太ママ） - OVD付きコミックス第4巻特装版
- ガールズ&パンツァー 最終章（2017年 - 2023年、ねこにゃー、小島エミ、寺本とみ子、ヴィリディアナ、河嶋家 次女、進行係）
- まじもじるるも 完結編（2019年、教師、ミミ） - 原作第3部コミックス第9巻OAD付限定版

2020年代
- OVA ダンジョンに出会いを求めるのは間違っているだろうかII・III（2020年 - 2021年、ナァーザ・エリスイス）

### Webアニメ
- A.I.C.O. Incarnation（2018年、佐保純）

### ゲーム
2005年
- エスプガルーダII 〜覚聖せよ。生まれし第三の輝石〜（アサギ） - 藤原郁美名義

2008年
- ai sp@ce（燐）

2010年
- BLUE ROSES 〜妖精と青い瞳の戦士たち〜（シャルロット）
- デュラララ!! 3way standoff

2011年
- アースシーカー
- ガチトラ! 〜暴れん坊教師 in High School〜（遠野さくら、女生徒）
- FAIRY TAIL PORTABLE GUILD2（アバター女E）

2013年
- ダンボール戦機ウォーズ（沖田ヒナコ）
- マブラヴ オルタネイティヴ トータル・イクリプス（トーニャ・ウペンスコナ）

2014年
- ガールズ&パンツァー 戦車道、極めます！（ねこにゃー）
- 嫁コレ（煌坂紗矢華）

2015年
- クロスアンジュ 天使と竜の輪舞tr.（カナメ）
- レーシング娘。（九菱衣子、ルヴィエ里巴）
- ディバインゲート（煌坂紗矢華）

2016年
- 編隊少女 -フォーメーションガールズ-（大町ゆう子、ドミニク・シャングリラ）
- モンスターハンター ストーリーズ（主人公〈女の子〉）
- モン娘☆は〜れむ（フォーン）
- LORD of VERMILION（ヴァージニア・ナイツ）

2017年
- スーパーロボット大戦シリーズ（2017年 - 2018年、カナメ） - 2作品
- プリンセス・プリンシパル GAME OF MISSON（教官）
- ダンジョンに出会いを求めるのは間違っているだろうか 〜メモリア・フレーゼ〜（ナァーザ・エリスイス、アリシア・フォレストライト、煌坂紗矢華）

2018年
- ガールズ&パンツァー ドリームタンクマッチ（ねこにゃー）
- プレカトゥスの天秤（ミラー・フラムージュ）

2019年
- 荒野のコトブキ飛行隊 大空のテイクオフガールズ（ツバメの姉）
- 誰ガ為のアルケミスト（イーリス、ズィーヴァ）

2020年
- 天華百剣 -斬-（煌坂紗矢華）

2023年
- Shadow Corridor 2 雨ノ四葩（時雨）
- アズールレーン（アドベンチャー・ギャレー）

### ドラマCD
2009年
- いつか天魔の黒ウサギ〜900秒の放課後〜（女子生徒）
- オリンポス（ミーナ）
- 共鳴せよ!私立轟高校図書委員会（生徒）
- Persona（看護婦）
- 恋愛ラボ（教師）

2010年
- みつどもえ ドラマCD "伝説のはじまり"（松岡咲子）

2011年
- じょしらく単行本第弐巻特別版付属 キャラ落語CD（防波亭手寅）
- テイルズ オブ ヴェスペリア 虚空の仮面 前編

2013年
- 地獄堂霊界通信（文芸部女子） - コミックス第6巻ドラマCD付き特装版

2014年
- 妖怪アパートの幽雅な日常 第5巻ドラマCD付き特装版

2015年
- ストライク・ザ・ブラッド「狂躁のドッペルゲンガー」（煌坂紗矢華）

2020年
- ゴブリンスレイヤー 第12巻 ドラマCD&メタルフィギュア限定特装版（女戦士）

### 吹き替え
- CHUCK/チャック シーズン4 #22

### ナレーション
CM
- 太鼓の達人wii
- 不二家 『スイーツトルテ』 オンナのコが弱いのは編
- アルカンシエル 結婚式場
- 三菱自動車「ミツビシミテカラ」
- エン・ジャパン「エン転職 縁ゆかりの転職」（縁ゆかり）
- 異世界おじさん テレビ&WebCM

PV
- ド田舎の迫害令嬢は王都のエリート騎士に溺愛される PV（2022年）

テレビ番組
- 週刊AKB（不定期、「ハタモン流」「はた散歩」など）
- パチンコ雑学バラエティ パチ学王（MONDO TV）
- おでかけスザンヌ（静岡朝日テレビ）
- スザンヌの休日☆ 富士山麓グルメ旅（テレビ静岡）
- スマイルキッズ（静岡朝日テレビ）
- 映画「あしたのジョー“観るべし徹底解剖SP!”」（TBS）
- 美☆カンフーフィットネス（アクトオンTV）
- 藪野美生のスロトレでからだ美人（アクトオンTV）
- テレメンタリー2011「もう罪は犯さない〜累犯障害者・自立への道」手紙朗読（テレビ朝日）
- 海花虫 うみはなむし サンゴの森に咲くポリプの花（DVDナレーション）
- おいしいSTORY（日本テレビ）
- NNNドキュメント'14 希望と翻弄の狭間で 基地の島 沖縄で暮らす（2014年11月16日）
- 頭金なしで始める!不動産投資で家賃収入（2014年、ケーブルテレビ）
- アニゲー☆イレブン!（2015年 - 、BS11）(番組キャラクター ジェしか)
- Hello!ガンプラワールド（2021年、BS11）※番宣のみ
- 8っちのたそがれごはん（2021年、NHK-BSプレミアム）
- 山の日スペシャル よゐこ濱口山のぼり隊（2021年8月8日、BS11）

### ラジオ
- かかってこい!こえ部員（こえ部ラジオ、2011年）
- ワールド「PINK LATTE」（ラジオCM）

### テレビドラマ
- 地獄少女 第4話「逢魔の砌」（2006年、日本テレビ） - 根本真由美

### テレビ番組
- テレビ東京「今夜もドル箱!!R」2006年7月 - レギュラー出演、通称：デビル
- テレビ埼玉「マガドルTV」2006年10月 - レギュラー出演、通称：いくみん

### インターネットテレビ
- アニプレックスOVA「コゼットの肖像」みちる役、メインパーソナリティ
- itv24.com「ひめたま」メインパーソナリティ（2003年4月 - 2005年9月）
- naito.TV「ないのり」メインパーソナリティ（内藤典彦と共演）
- 外神田ジュエルスと遊ぼう!（2009年 - 2011年、ニコニコ生放送）
- 見参楽「Say You Love!」（2011年4月18日 - 7月4日）

### その他コンテンツ
- オーディオドラマ 猛将 木曾義仲（2011年、竜胆）
- 目覚ましアプリ『ストライク・ザ・ブラッド アラーム 〜暁の日常篇〜』（2019年、煌坂紗矢華）

## ディスコグラフィ

### 歌手参加楽曲
| 発売日        | 商品名                                   | 歌    | 楽曲        | 備考                                      |
| ------------- | ---------------------------------------- | ----- | ----------- | ----------------------------------------- |
| 2012年5月11日 | くっつきぼし オリジナルサウンドトラック2 | ikumi | 「私の71%」 | OVA『くっつきぼし』後編エンディングテーマ |

### キャラクターソング
| 発売日   | 商品名                                                                | 歌                                                                                     | 楽曲                                    | 備考                                                     |
| 2010年   | 2010年                                                                | 2010年                                                                                 | 2010年                                  | 2010年                                                   |
| -------- | --------------------------------------------------------------------- | -------------------------------------------------------------------------------------- | --------------------------------------- | -------------------------------------------------------- |
| 10月27日 | みつどもえ キャラクターソングVol.5 松岡咲子                           | 松岡咲子（葉山いくみ）                                                                 | 「悪霊さん いらっしゃい!!」             | テレビアニメ『みつどもえ』関連曲                         |
| 10月27日 | みつどもえ キャラクターソングVol.5 松岡咲子                           | 松岡咲子（葉山いくみ）、丸井ひとは（戸松遥）                                           | 「同級生は霊媒師!!（いや、違うから…）」 | テレビアニメ『みつどもえ』関連曲                         |
| 2014年   |                                                                       |                                                                                        |                                         |                                                          |
| 3月26日  | ストライク・ザ・ブラッド BD・DVD第3巻特典CD                           | 煌坂紗矢華（葉山いくみ）                                                               | 「テレプシコーラ」                      | テレビアニメ『ストライク・ザ・ブラッド』関連曲           |
| 2015年   |                                                                       |                                                                                        |                                         |                                                          |
| 9月16日  | 心が叫びたがってるんだ。オリジナルサウンドトラック                    | 少女［仁藤菜月（雨宮天）］、街の人々                                                   | 「word word word」                      | 劇場アニメ『心が叫びたがってるんだ。』劇中歌             |
| 9月16日  | 心が叫びたがってるんだ。オリジナルサウンドトラック                    | 少女［仁藤菜月（雨宮天）］、王子［坂上拓実（内山昂輝）］、世界の人々                   | 「あなたの名前呼ぶよ」                  | 劇場アニメ『心が叫びたがってるんだ。』劇中歌             |
| 2016年   |                                                                       |                                                                                        |                                         |                                                          |
| 2月24日  | GATE 自衛隊 彼の地にて、斯く戦えり キャラクターソング・アルバム vol.2 | ピニャ（戸松遥）、ハミルトン（葉山いくみ）、ボーゼス（内山夕実）、パナシュ（澁谷梓希） | 「誓いの薔薇」                          | テレビアニメ『GATE 自衛隊 彼の地にて、斯く戦えり』関連曲 |

## モデル・グラビア関連

### モデル
- 渋谷コレクション2006モデル
- J-NETWORK主催キックボクシング
- 2007イメージガール

### 雑誌
- モンキー大好き（講談社/三推社） - モデル
- Dolce Vita（日本ドリコム、学生向けフリーマガジン） - モデル
- アームズマガジン 01号/02号（2006年11月27日／12月26日、ホビージャパン）
- 掘り出しパーツ（2007年1月12日、アポロ出版社）
- ドル箱（『今夜もドル箱!!R』（テレビ東京）番組主催の雑誌創刊 表紙と中に登場 文芸社）

### イメージDVD
| 発売日         | タイトル | 規格品番 | メーカー/備考                      |
| -------------- | -------- | -------- | ---------------------------------- |
| 2006年12月24日 | *DEBUT   | IDOL-019 | アイドルファクトリー、藤原郁美名義 |

### シリーズ一覧
1. ↑  第1期（2009年 - 2013年）、第2期（2014年 - 2015年）、第3期（2018年 - 2019年）、続編『100年クエスト』（2024年）
2. ↑  第1期（2010年）、第2期『増量中！』（2011年）
3. ↑  第1期（2010年 - 2012年）、第2期（2012年）
4. ↑  第2期『W』（2012年）、第3期『WARS』（2013年）
5. ↑  第1期（2013年）、Season 2（2017年）、Season 3 Part 1（2018年）、Season 3 Part 2（2019年）、The Final Season Part 1（2021年）
6. ↑  第1シリーズ（2013年 - 2014年）、第2シリーズ（2014年）、第3シリーズ『円卓崩壊』（2021年）
7. ↑  第2期『II』（2019年）、第3期『III』（2020年）、第4期『IV 新章 迷宮篇』（2022年）、第4期『IV 深章 厄災篇』（2023年）、第5期『V 豊穣の女神篇』（2025年）
8. ↑  『V』（2017年）、『X』（2018年）

### ユニットメンバー
1. ↑  明田川慎二郎（柳田淳一）、石川朱美（諏訪彩花）、岩田晋一（手塚ヒロミチ）、岡田愛美（東内マリ子）、小田桐芭那（葉山いくみ）、北村よし子（加隈亜衣）、渋谷昭久（天﨑滉平）、清水亮（木島隆一）、高村香織（久保ユリカ）、栃倉千穂（前川涼子）、錦織拓哉（山下誠一郎）、福島竜二（石谷春貴）、三上聖名子（芳野由奈）、渡辺美沙（三宅麻理恵）
2. ↑  江田明日香（石上静香）、岩木寿則（古川慎）、石川朱美（諏訪彩花）、岡田愛美（東内マリ子）、小田桐芭那（葉山いくみ）、賀部成美（木村珠莉）、北村よし子（加隈亜衣）、渋谷昭久（天﨑滉平）、高村香織（久保ユリカ）、福島竜二（石谷春貴）